# Borzée
 Borzée  est un hameau de la ville belge de La Roche-en-Ardenne située en Région wallonne dans la province de Luxembourg.
Avant la fusion des communes de 1977, Borzée faisait partie de la commune de La Roche-en-Ardenne.

## Situation
Ce petit hameau ardennais se situe sur le versant nord de la vallée de l'Ourthe au bout d'une petite route de 2 km en côte issue de la route nationale 860 longeant l'Ourthe près de Maboge.

## Description
Situé à la naissance d'un vallon alimenté par un petit ruisseau, Borzée compte une dizaine d'habitations souvent construites en pierre du pays (schiste) ainsi que la chapelle dédiée à Notre-Dame Immaculée se trouvant à proximité d'un étang.

## Centre nature de Borzée
Construit au-dessus du hameau de Borzée, entouré de forêts à une altitude de 400 m, le centre nature de Borzée est inauguré en 1972. Pouvant accueillir jusqu'à 500 personnes répartis dans plusieurs bâtiments, il prône un tourisme proche de la nature. Devenu vétuste et déficitaire, le centre a fermé ses portes à la fin de l'année 2010 dans l'attente d'un repreneur.